# Al-Yasat
Les illes d'Al-Yasat és un grup de quatre illes de l'emirat d'Abu Dhabi (Emirats Àrabs Units) a la part marítima occidental de l'emirat a uns 20 km a l'est de la península de Silaa. Les illes son Alt Yasat (Yasat al-Ulya), Baix Yasat (Yasat Sufla), Saghirah (o Esam) i Judayrah (Karsha).
Yasat al-Ulya té una colònia de cormorans de Socotra (Phalacrocorax nigrogularis) una de les 15 que hi ha a tot el món, així com colònies d'altres ocells com l'sterna anaethetus i l'sterna saundersi. A Judayrah, la més al sud i ha una colònia d'egretta gularis a la zona de manglars. La zona de la rodalia té coralls.
L'Abu Dhabi Islands Archaeological Survey, ADIAS, fa fer un examen de les illes i va determinar la presència humana abans del període islàmic (abans del segle vi) i després més tard a partir del segle xvi. S'explotaven les perles i s'han trobat restes de closques d'ostres que van servir per a aquesta explotació.
El 2005 foren declarats Àrea Marítima Protegida pel xeic d'Abu Dhabi Khalifa bin Zayed Al Nahayan cobrint una superfície de 482 km², i l'autoritat fou donada a l'Agencia del Medi Ambient d'Abu Dhabi (Environment Agency – Abu Dhabi, EAD). Un escull artificial amb pedres especials s'ha construït a les illes per assegurar la presència de nombroses espècies marines.